# Stefan Aleksander Zwierowicz
Stefan Aleksander Zwierowicz (ur. 26 grudnia 1842, zm. 4 stycznia 1908 w Wilnie) – duchowny rzymskokatolicki, biskup diecezjalny wileński w latach 1897–1902, biskup diecezjalny sandomierski w latach 1902–1908.

## Życiorys
Urodził się w guberni siedleckiej. Ukończył gimnazjum w Białymstoku. Kształcił się w seminarium wileńskim. Następnie uzyskał stopień magistra teologii w Akademii Duchownej w Petersburgu.
Był wikariuszem w kościele pobernardyńskim w Wilnie. Później został profesorem seminarium duchownego w Wilnie. Po 1883 mianowany przez bpa Karola Hryniewieckiego dziekanem i kanonikiem wileńskim.
28 listopada 1897 został konsekrowany w Petersburgu na biskupa wileńskiego. Zabronił rodzicom katolickim posyłać dzieci do cerkwi. W konsekwencji tego dziewięć miesięcy przebywał na wygnaniu w Twerze. 30 grudnia 1902 objął diecezję sandomierską.
W wyniku jego starań seminarium duchowne w Sandomierzu uzyskało klasztor po benedyktynkach.